# Sacrofano
Sacrofano település Olaszországban, Lazio régióban, Róma megyében. Lakosainak száma 7380 fő (2023. január 1.). Sacrofano Campagnano di Roma, Castelnuovo di Porto, Formello, Riano, Róma, Magliano Romano és Riano községekkel határos.

## Népesség
A település lakossága az elmúlt években az alábbi módon változott:
| Lakosok száma | 7806 | 7799 | 7380 |
|               | 2017 | 2018 | 2023 |